# 宝積寺 (岐阜県坂祝町)
宝積寺（ほうしゃくじ）は、岐阜県加茂郡坂祝町にある、聖観世音菩薩を本尊とする臨済宗妙心寺派の寺院である。山号は大祥山。美濃三十三観音霊場21番札所。

## 歴史
宝徳年間に犬山瑞泉寺の住持であった雲谷玄祥が、隠居所として鵜沼（現各務原市）宝積寺山に開創した。後に雲谷玄祥が武芸川汾陽寺に居を移した際にその塔頭としたが、没後に寺運が傾いた。正徳2年（1712年）に上有知清泰寺8世の泰嶺和尚が取組の地に中興した。昭和50年（1975年）に堂宇を改めて現在に至っている。
本尊の聖観音菩薩は開創以来祀られている秘仏であり、通常は拝観することができない。